# Hyleas Fountain
Hyleas Fountain, född den 14 januari 1981, Columbus, Georgia, USA, är en amerikansk friidrottare som tävlar i mångkamp.
Fountain började sin karriär som höjdhoppare och deltog vid VM för juniorer 2000 där hon inte tog sig vidare till finalen. Hennes första mästerskap som senior i sjukamp var VM 2005 i Helsingfors där hon slutade på tolfte plats. Vid inomhus-VM 2006 i Moskva slutade hon åtta i femkamp. Vid VM 2007 avbröt hon tävlingen. 
Fountain deltog vid Olympiska sommarspelen 2008 där hon slutade tvåa sedan Ludmila Blonska, med bättre resultat, blivit diskvalificerad för dopning.